# Progress 4
Progress 4 (ryska: Прогресс-4) var en sovjetisk obemannad rymdfarkost som levererade förnödenheter, syre, vatten och bränsle till den sovjetiska rymdstationen Saljut 6.
Progress farkosten sköts upp från Kosmodromen i Bajkonur med en Sojuz-U-raket, den 3 oktober 1978, den dockade med rymdstationen två dagar senare. Den lämnade rymdstationen, den 24 oktober 1978 och brann upp i jordens atmosfär två dagar senare.

### Fotnoter
1. ↑  ”NASA Space Science Data Coordinated Archive” (på engelska). NASA. https://nssdc.gsfc.nasa.gov/nmc/spacecraft/display.action?id=1978-008A. Läst 1 mars 2020.
2. ↑  Manned Astronautics - Figures & Facts Arkiverad 10 september 2007 hämtat från the Wayback Machine., läst 15 juli 2016.